# Parancistrocerus acarigaster
Parancistrocerus acarigaster är en stekelart som först beskrevs av Richard Mitchell Bohart 1952.  Parancistrocerus acarigaster ingår i släktet Parancistrocerus och familjen Eumenidae. Inga underarter finns listade i Catalogue of Life.